# ʻIe Toga

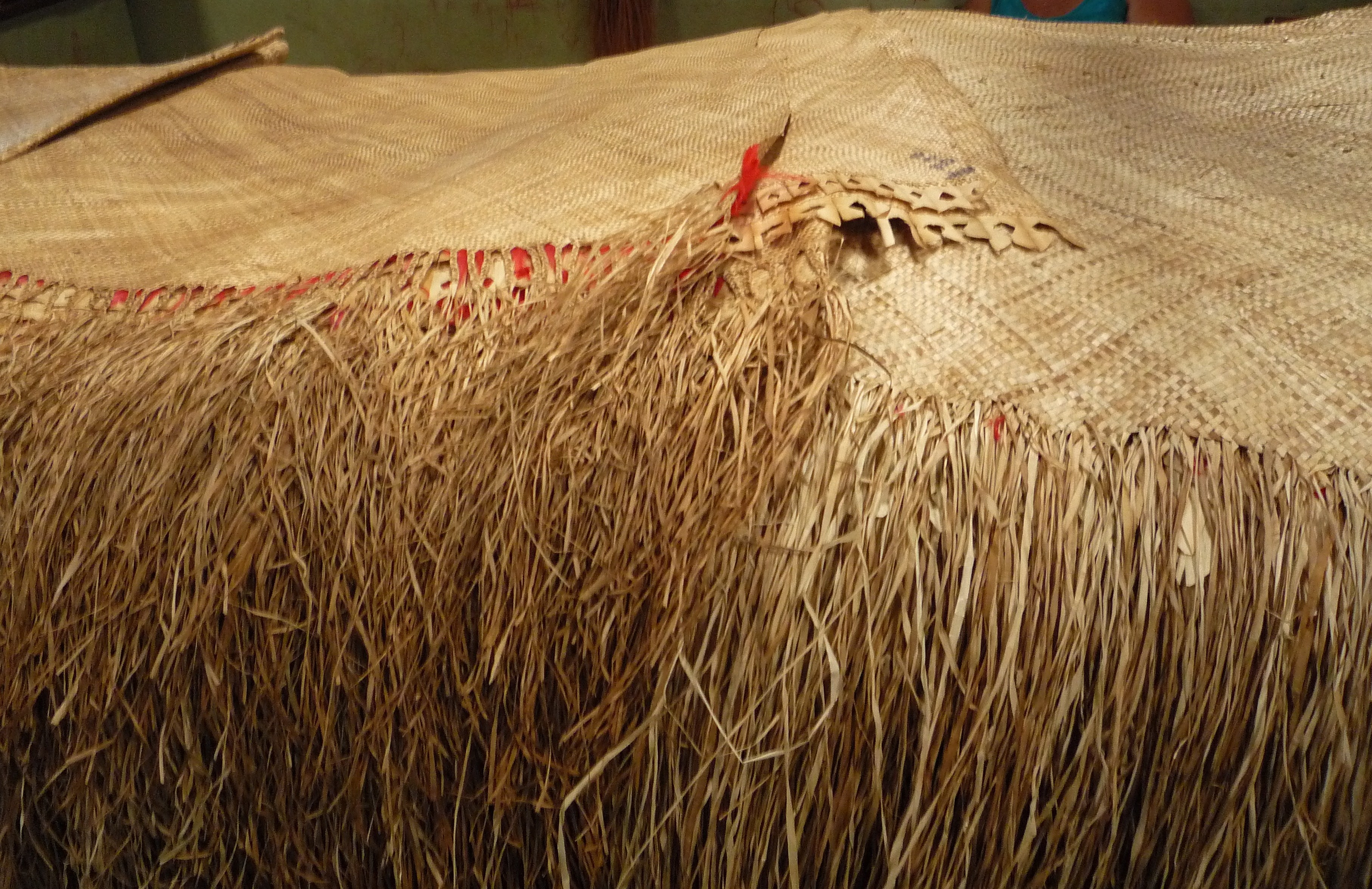
Gängiger Typ einer ʻie-Toga mit grober Webart, der auf einem Markt in Samoa verkauft wird.

ʻie tōga ist ein besonders fein gewebter Baststoff („Matte“), der in Samoa einen hohen kulturellen Wert hat. Im Englischen wird dieser gemeinhin als „fine mats“ bezeichnet, obwohl er nie als „Matte“ verwendet wird. ʻIe tōga werden aufgrund ihrer Webqualität sowie der Weichheit und des Glanzes des Materials geschätzt. Sie werden von Frauen hergestellt und sind ein wichtiger Faktor für ihre Rolle, Identität und Beweis ihres Könnens in der Gemeinschaft.
ʻIe tōga haben einen ungewebten Fransenrand und einen Streifen roter Federn. Sie spielen eine wichtige Rolle beim Geschenkaustausch bei kulturellen Zeremonien und Veranstaltungen, etwa bei der Verleihung des Matai-Häuptlingstitels, Hochzeiten und Beerdigungen. Auf diese Weise werden ʻie Tōga von Familie zu Familie weitergegeben, manchmal über viele Jahre hinweg, und sie erfreuen sich großen Werts. Historisch gesehen waren manche ʻie Tōga so wertvoll, dass sie eigene Namen erhielten. Die Herstellung eines edlen ʻie Tōga kann Monate dauern, es ist bekannt, dass sie Jahre dauert. Die Fertigstellung eines ʻie Tōga kann eine öffentliche Feier und Präsentation beinhalten, bei der die Frauen ihre edlen Matten vorführen und ausstellen, damit alle sie sehen können.

## Kultureller Wert

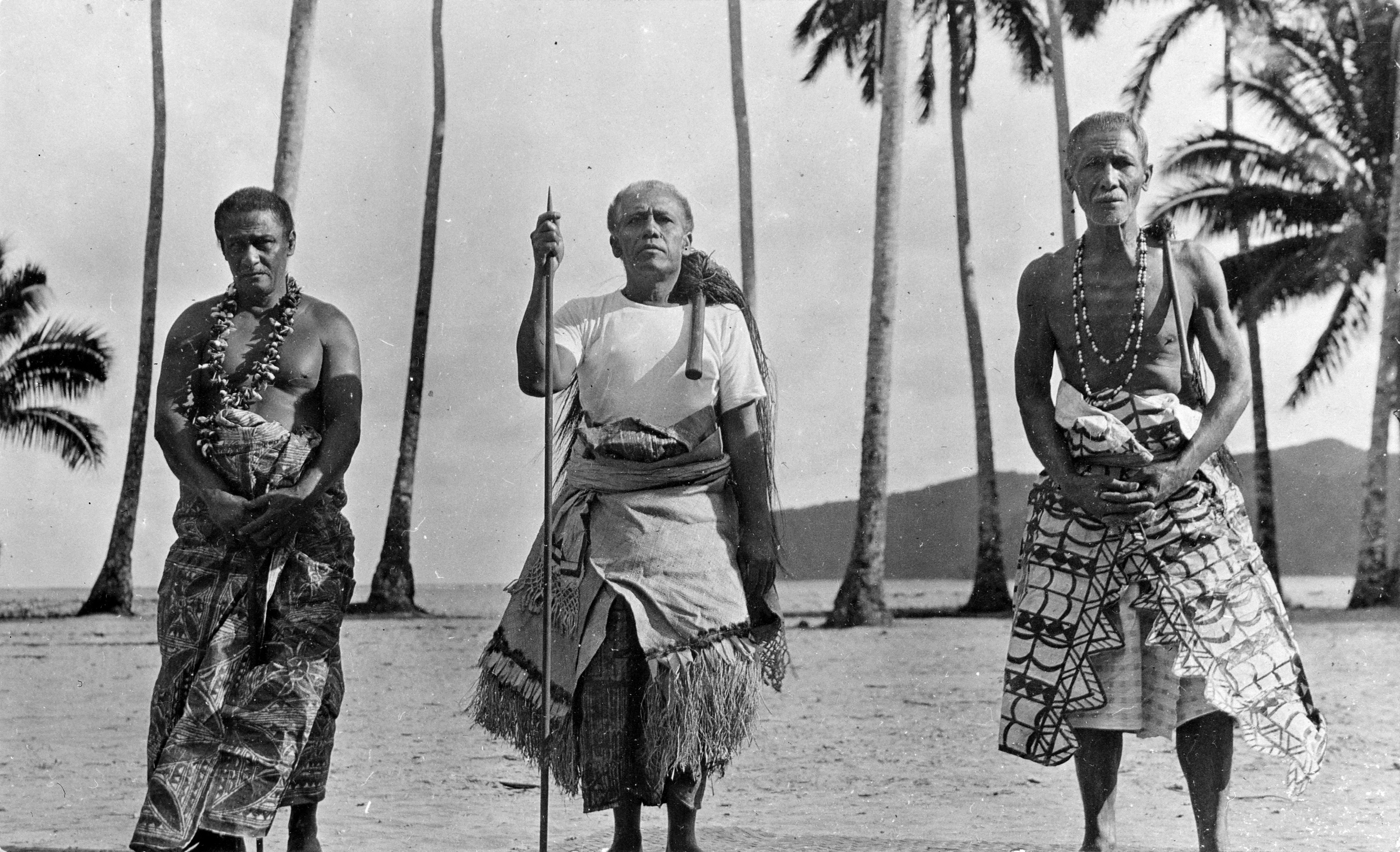
Drei Matai (Häuptlinge). Die beiden älteren Männer tragen die Symbole ihres Rednerstatus – den Fue (einen Fliegenwedel aus Sennit-Seilen mit Holzgriff) über ihrer linken Schulter. Der mittlere Älteste hält den hölzernen Amtsstab des Redners (toʻotoʻo). Sein Kleidungsstück ist ein ʻie tōga. Die beiden anderen Männer tragen gemustertes Tapa-Gewand.

ʻIe tōga ʻIe Tōga werden nie als eigentliche Bodenmatten im westlichen Sinne verwendet, sondern haben nur eine kulturelle Wertfunktion. Sie gelten als das wertvollste Objekt bei Zeremonien und beim Geschenkaustausch und sind im Kodex des Faʻa-Sāmoa von großer Bedeutung. Sie stellen den größten Teil des traditionellen Reichtums samoanischer Familien dar und werden bei Hochzeiten und Beerdigungen sowie bei besonderen Anlässen wie der Segnung eines neu gebauten Fale (Hauses) oder der Eröffnung einer neuen Kirche ausgetauscht und überreicht. ʻIe Tōga werden manchmal zu besonderen Anlässen um die Taille getragen, ähnlich wie ein Lava-Lava. Bei Beerdigungen werden ʻie Tōga der Familie des Verstorbenen überreicht und im Gegenzug werden Matten und Essen geschenkt. Dieser Austausch zeugt von gegenseitigem Respekt, der die familiären Bande (ʻaiga) stärkt.

## Herstellung
Die beste Qualität von ʻIe Tōga wird aus einer Sorte des langblättrigen Pandanus namens Lauʻie hergestellt. Gängigere Arten von ʻIe Toga mit gröberer Webart werden aus Laufala hergestellt, einer Pandanusart, die eine dunkelgrünere Farbe als die Lauʻie-Pflanze aufweist. Die Pandanus werden in Dorfplantagen angebaut. Die langen Blätter werden ausgewählt, von der Pflanze abgeschnitten und ins Dorf gebracht. Zur Vorbereitung werden die Blätter in kochendem Wasser eingeweicht und anschließend in der Sonne getrocknet und gebleicht. Nach dem Trocknen werden die Blätter gerollt und zum Weben zu Bündeln zusammengebunden. Die langen, getrockneten Blätter werden dann zum Weben in dünne Streifen geschnitten. Im 19. Jahrhundert begannen junge Frauen ihre eigenen Matten oder stellten die von älteren Schwestern begonnenen Matten fertig. Heute ist es üblicher, dass Matten von einer Gruppe von Frauen hergestellt werden, die in einer Fale Lalaga (Weberei) zusammenarbeiten. Die dekorativen roten Federn stammen ursprünglich von Halsbandloris aus Samoa oder Fidschi, die „Sega“ genannt werden. Bei moderneren Exemplaren werden jedoch gefärbte Hühnerfedern verwendet.

## Etymologie
Die samoanische Rechtschreibung ist im Gegensatz zur tonganischen oder hawaiianischen Sprache hinsichtlich der Makron-Akzente („faʻamamafa“) und der Knacklaute („komaliliu“) nicht standardisiert. Daher wird „ʻie toga“ üblicherweise als „ʻie toga“ und nicht als „ʻie tōga“ mit betonter vorletzter Silbe geschrieben. Muttersprachler erkennen die korrekte Aussprache, aber angesichts der üblicherweise unbetonten Schreibweise von „toga“ wird der Begriff häufig mit „Toga“, der samoanischen Schreibweise von Tonga, in Verbindung gebracht. Daher die ungenaue Erklärung, dass „ʻie tōga“ „tongaische Matte“ bedeutet. Die eigentliche Übersetzung von „tōga“ lautet „geschätzt“ oder „wertvoll“, und der Begriff bezeichnet auch kollektiv Prestigegüter, die von Frauen für zeremonielle Tauschgeschäfte hergestellt wurden. Umgekehrt wurden von Männern für solche Tauschgeschäfte hergestellte Güter traditionell „ʻoloa“ genannt. Diese Verwendung wird in Tonga bestätigt, wo diese Arten von feinen Matten als „kie Haʻamoa“ (samoanische Matte) und „kie hingoa“ („benannte Matten“) bezeichnet werden, nach der samoanischen Tradition, besonders wertvollen Matten Titelnamen zu geben. Das tongaische Pendant zu „ʻie tōga“ ist „kie tōʻonga“, während „ʻoloa“ und „koloa“ ebenfalls verwandt sind.